# واين هندرسون (لاعب كرة قدم)
اين هندرسون (بالإنجليزية: Wayne Henderson)‏ (16 سبتمبر 1983 دبلن جمهورية أيرلندا - ) هو لاعب كرة قدم أيرلندي يلعب كحارس مرمى.

## مسيرته الكروية
لعب اين هندرسون خلال مسيرته الاحترافية مع 7 أندية في اثنا عشر موسمًا ولم يسجل خلالها أي هدف ضمن 92 مباراة. ولم يفز بأي موسم بالكأس أو بالدوري.
خاض اين هندرسون مسيرته مع نادي أستون فيلا في موسم 2002–03 لمدة موسم واحد، لم يشارك في أي مباراة ولم يسجل أي هدف. ثم انتقل إلى ويكمب وندررز في موسم 2003–04 لمدة موسم واحد، حيث شارك في 3 مباريات ولم يسجل أي هدف أيضًا. لينتقل بعدها إلى نادي نوتس كاونتي في موسم 2004–05 لمدة موسم واحد، مشاركًا في 11 مباراة ولم يسجل أي هدف أيضًا. ثم انتقل إلى نادي برايتون أند هوف ألبيون في موسم 2005–06 ولمدة موسمين، مشاركًا في 52 مباراة ولم يسجل أي هدف أيضًا. هذا وانتقل لاحقًا إلى نادي بريستون نورث إيند في موسم 2006–07 في المرة الأولى واستمر معه طيلة ثلاثة مواسم ثم في موسم 2009–10 ولمدة موسمين، مشاركًا طوالها في 9 مباريات ولم يسجل أي هدف أيضًا. ثم انتقل بعدها إلى نادي غريمسبي تاون في موسم 2008–09 لمدة موسم واحد، مشاركًا في 14 مباراة ولم يسجل أي هدف أيضًا.

## روابط خارجية
- اين هندرسون على موقع قاعدة بيانات كرة القدم.إي يو (الإنجليزية)
- اين هندرسون على موقع ناشيونال فوتبول تيمز (الإنجليزية)
- اين هندرسون على موقع Soccerbase.com (لاعب) (الإنجليزية)
- اين هندرسون على موقع عالم كرة القدم.نت (الإنجليزية)